# Akkuş

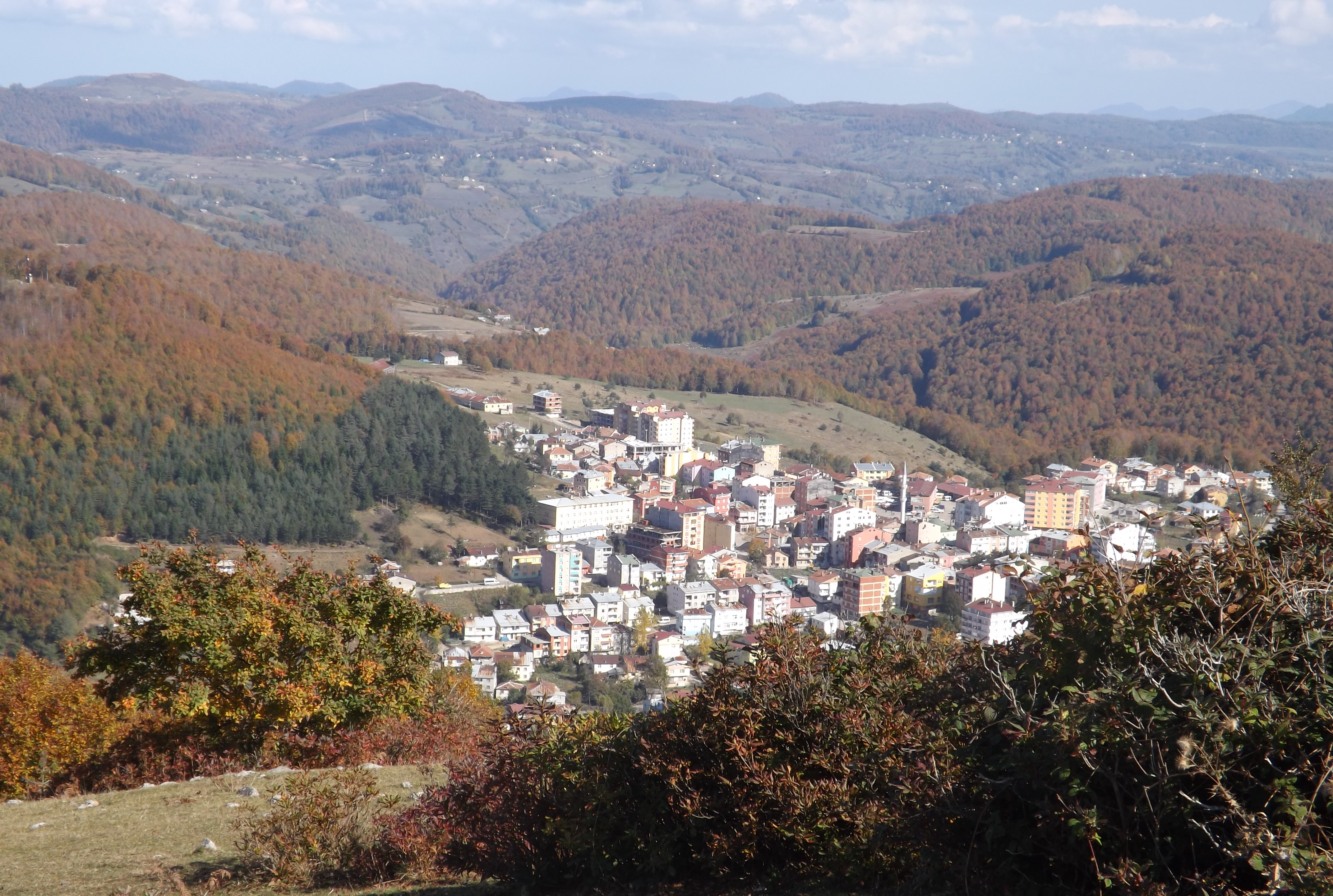
Akkuş

Akkuş (türkisch für „weißer Vogel“) ist eine Stadtgemeinde (Belediye) im gleichnamigen Ilçe (Landkreis) der Provinz Ordu am Schwarzen Meer und gleichzeitig eine Gemeinde der 2013 geschaffenen Büyüksehir belediyesi Ordu (Großstadtgemeinde/Metropolprovinz) in der Türkei. Seit der Gebietsreform 2013 ist die Gemeinde flächen- und einwohnermäßig identisch mit dem Landkreis.
Akkuş liegt unweit des Berges Argan im Canik Dağları, einem Gebirgszug des Pontischen Gebirges. Bis 1954 trug sie den Namen Karakuş („schwarzer Vogel“).
Die Fernstraße D850 führt von der am Schwarzen Meer gelegenen Küstenstadt Ünye über Akkuş nach Süden zu der in der Nachbarprovinz Tokat gelegenen Stadt Niksar.
Der Kreis Akkuş gehörte bis 1954 zum Kreis Ünye und wurde durch das Gesetz Nr. 6324 am 1. Juni 1954 ausgegliedert und selbständig (Verwaltungssitz sowie 32 Dörfer).
(Bis) Ende 2012 bestand der Landkreis neben der Kreisstadt aus den fünf Stadtgemeinden (Belediye) Akpınar, Çayıralan, Kızılelma, Salman und Seferli sowie 32 Dörfern (Köy), die während der Verwaltungsreform 2013 in Mahalle (Stadtviertel, Ortsteile) überführt wurden, die sechs bestehenden Mahalle der Kreisstadt blieben erhalten. Den Mahalle steht ein Muhtar als oberster Beamter vor.
Ende 2020 lebten durchschnittlich 503 Menschen in jedem dieser 44 Mahalle, 2.021 Einw. im bevölkerungsreichsten (Akpınar Mah.)

## Geschichte
In der Antike gehörte der Ort zum Königreich Pontos. Die ersten türkischen Herrscher der Region waren die Danischmenden. Ab dem 15. Jahrhundert gehörte Akkuş zum Osmanischen Reich.